# Adhesión de Georgia a la Unión Europea
La adhesión de Georgia a la Unión Europea ha estado en la agenda para la futura ampliación de la Unión Europea (UE) desde marzo de 2022, cuando el gobierno georgiano formalizó su candidatura y la UE reconoció al país como candidato potencial. 
El 8 de noviembre de 2023, la Comisión Europea recomendó que el Consejo Europeo otorgara a Georgia el estatus de candidato a la adhesión. El 14 de diciembre siguiente, el Parlamento Europeo votó a favor y el Consejo Europeo concedió el estatus el mismo día.
Georgia es uno de los nueve países candidatos actuales a la UE, junto con Albania, Bosnia y Herzegovina, Moldavia, Montenegro, Macedonia del Norte, Serbia, Turquía y Ucrania.

## Antecedentes
La Unión Europea y Georgia mantienen relaciones desde 1992, tras un acuerdo entre la antigua Comunidad Europea y la recién independizada Georgia. En abril de 1996, Georgia, junto con Armenia y Azerbaiyán, firmó un Acuerdo de Asociación y Cooperación (ACC) con la Unión Europea. El 12 de enero de 2002, el Parlamento Europeo señaló que Georgia podría ingresar en la UE en el futuro. En 2006, se implementó un «Plan de Acción» de cinco años de acercamiento en el contexto de la Política Europea de Vecindad (PEV). En 2009, las relaciones entre ambos países se mejoraron aún más bajo los auspicios de la Asociación Oriental.
En marzo de 2013, el Parlamento de Georgia aprobó una resolución bipartidista en apoyo de la integración en la Unión Europea y la OTAN. La resolución fue redactada conjuntamente por los dos partidos políticos más importantes, Sueño Georgiano y Movimiento Nacional Unido, y fue votada por 96 diputados. En 2016, entró en vigor un Acuerdo de Asociación integral entre la UE y Georgia, que otorga a Georgia la posibilidad de viajar sin visado a la UE, así como el acceso a algunos sectores del Mercado Único Europeo. Tras la salida del Reino Unido de la Unión Europea, la mayoría de los acuerdos existentes entre la UE y Georgia aplicables al Reino Unido se renegociaron y acordaron en 2019 de forma bilateral con el Reino Unido. En enero de 2021, Georgia se estaba preparando para solicitar formalmente la adhesión a la UE en 2024. Sin embargo, el 3 de marzo de 2022, Georgia presentó su solicitud de adhesión antes de lo previsto, tras la invasión rusa de Ucrania. En junio de 2022, la Comisión Europea estableció la elegibilidad de Georgia para convertirse en miembro de la UE, pero aplazó la concesión del estatus oficial de candidato hasta que se cumplieran ciertas condiciones. Más tarde ese mes, el Consejo Europeo expresó su disposición a conceder a Georgia el estatus de candidato tras completar un conjunto de reformas recomendadas por la comisión. El 8 de noviembre de 2023, la Comisión Europea recomendó conceder el estatus de candidato a Georgia. El 14 de diciembre de 2023, el Consejo Europeo aprobó conceder a Georgia el estatus de candidato.
Tras la aprobación por parte del gobierno georgiano de una legislación que obligaría a las oenegés a registrarse como agentes extranjeros u «organizaciones que representan los intereses de una potencia extranjera» y a revelar las fuentes de sus ingresos si los fondos que reciben del extranjero ascienden a más del 20% de sus ingresos totales, lo que provocó protestas generalizadas en el país, el Consejo Europeo declaró en junio de 2024 que esto representaba «un retroceso en los pasos establecidos en la recomendación de la Comisión para el estatus de candidato» y que el proceso de adhesión quedaría de facto en suspenso hasta que el gobierno cambiara de rumbo. El 9 de julio de 2024, el embajador de la UE en Georgia anunció que la Unión Europea había suspendido el proceso de adhesión del país como resultado de la legislación.

## Opinión pública
Una encuesta realizada en marzo de 2023 por el Instituto Republicano Internacional reveló que el 85 % de los georgianos (el 70 % «totalmente», el 15 % «algo») estaban a favor de la adhesión a la UE, frente al 75 % antes del inicio de la invasión rusa de Ucrania. En abril de 2023, una encuesta nacional realizada por el Instituto Republicano Internacional reveló que el 89 % de los georgianos apoyaba la adhesión a la UE, la cifra más alta registrada en años.

## Controversias

### Posiciones de gobiernos y partidos
- Armenia: el primer ministro de Armenia, Nikol Pashinián, felicitó a su vecina Georgia por haber obtenido el estatus de país candidato a la adhesión a la UE el 7 de febrero de 2024. En su discurso ante la Asamblea Nacional, Pashinián afirmó: «En nuestra región han cambiado muchas realidades importantes, y una de ellas es el hecho de que Georgia haya obtenido el estatus de país candidato a la adhesión a la UE, lo que tiene un impacto objetivo en nuestra región. Resulta que dos de nuestros países vecinos tienen el estatus de país candidato a la adhesión a la UE, y si antes era posible decir dónde está la UE, dónde está nuestra región, ahora la UE está realmente nuestra región, y somos conscientes de este hecho».[21]